# سيدي لخضر (ولاية مستغانم)
سيدي لخضر إحدى بلديات دائرة سيدي لخضر التابعة لولاية مستغانم الجزائرية. تبعد بحوالي 50 كلم عن عاصمة الولاية مستغانم، وعن الطريق السيار شرق غرب بحوالي 100 كلم. ويمر بها الطريق الوطني رقم 11. سميت كذلك نسبة للولي الصالح «سيدي لخضر بن خلوف».
يوجد بالمدينة العديد من المناطق الخلابة والتاريخية حيث بها استشهد بن عبد المالك رمضان (دوار اولاد سي العربي).بها كذالك عدة اضرحة للاولياء الصالحين مناه ضريح سيدي لخضر بن خلوف وضريح سداوة. كما تتميز المنطقة بشواطئها الرائعة والمتميزة التي تجذب الاف من المصطافين سنويا (شاطئ عين إبراهيم.شاطئ الميناء الصغير والكهف الاصفر .وشاطئ واد الرمان) وبها كذالك ميناء لصيد الاسماك.

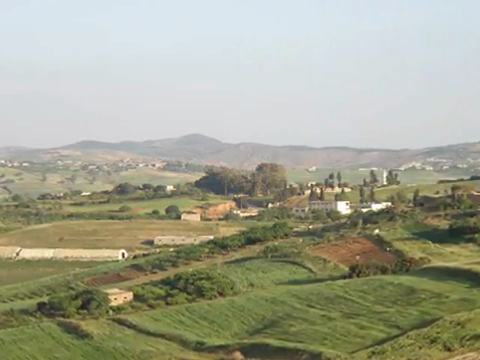
إطلالة على المدينة